# 篠崎功子
篠崎 功子（しのざき いさこ、1943年3月8日 - 、姓の漢字「崎」は旁（つくり）の上部が「立」である「﨑」が戸籍上では正しい）は、東京生まれのヴァイオリニストである。父は篠崎弘嗣（ヴァイオリニスト）、妹に篠﨑史子（ハーピスト）、弟に篠崎正嗣（ヴァイオリニスト・二胡奏者・作編曲家）、姪に篠﨑和子（ハーピスト）、甥に篠崎央彡（チェリスト・作編曲家）がおり、一大音楽一家である名門篠崎家の一人である。

## 経歴
父にヴァイオリンを習い、4歳でデビューしたという。1959年、東京芸術大学音楽学部附属音楽高等学校に入学し、兎束龍夫に師事した。1962年、桐朋学園大学に進み、在学中にジャンヌ・イスナール、齋藤秀雄に師事し、1964年、第33回日本音楽コンクールで第1位及び大賞を受賞した。1966年、同大学を卒業し、同年の第13回パガニーニ国際コンクールで第3位を受賞した。1968年、フランスに留学し、再度イスナールに師事した。

## 演奏活動
1974年、ロドリーゴに招かれ、サンティアゴ・デ・コンポステラ・フェスティヴァルに参加した。1977年、「アンサンブル・ヴァン・ドリアン」に参加。日本人作曲家の作品の初演も多い。1684年製ストラディヴァリウス「Webbs」を使用している。

## 教育者として
子供の早期教育に力を入れ、兎束龍夫、篠﨑弘嗣、鷲見三郎監修の「新しいバイオリン教本」の楽曲を実際に演奏したCDを制作した。桐朋学園大学教授、東京音楽大学講師として後進の指導に当たっている。

## 出演番組
- バイオリンのおけいこ（NHK教育）